# Eustomias flagellifer
Eustomias flagellifer är en fiskart som beskrevs av Clarke 2001. Eustomias flagellifer ingår i släktet Eustomias och familjen Stomiidae. Inga underarter finns listade i Catalogue of Life.